# Terme
Terme (escrita también Termeh; griego antiguo: Θέρμαι, Thèrmae) es una ciudad turca, capital del distrito de Terme, provincia de Samsun, Turquía. Ambos nombres, el de la ciudad y el del distrito, proceden del río Terme o Terme Çayı, curso de agua que baña sus tierras. 

## Historia
Los estudiosos han identificado la ciudad de Terme o sus alrededores como la sede de la antigua ciudad de Temiscira (griego antiguo: Θεμίσκυρα); pero W. J. Hamilton observa que debió haber estado situada un poco más hacia el interior.
Asimismo, según Heródoto, la legendaria capital de las amazonas, una antigua nación de mujeres guerreras, se encontraba en Temiscira, ubicada en las márgenes del río Termodonte.

## Clima
El clima de Terme es moderado. La temperatura promedio es de 13 °C. El mes más cálido es agosto, a 24 °C , y el más frío enero, a 4 °C. La precipitación media es de 1086 milímetros por año. El mes más lluvioso es noviembre, con 151 milímetros de lluvia, y el más lluvioso abril, con 42 milímetros.

## Atractivos turísticos
- En la costa de Terme hay un pequeño parque temático arqueológico donde se ha recreado un pueblo de la época, en el que se dice que vivían las amazonas. Anualmente se celebra un festival en su honor.[5]
- Los lagos Simenit y Akgöl son una reserva natural con humedales donde se pueden apreciar muchas especies de aves.[6]
- La mezquita Aşağı Söğütlü, que data del siglo XIX.[7]